# Parafia Niepokalanego Poczęcia Najświętszej Maryi Panny w Chrząstowicach
Parafia Niepokalanego Poczęcia Najświętszej Maryi Panny – rzymskokatolicka parafia położona przy ulicy Szkolnej 3 w Chrząstowicach. Parafia należy do dekanatu Ozimek w diecezji opolskiej.

## Historia parafii
W latach 1896–1897 został wybudowany neogotycki kościół dla mieszkańców Chrząstowic oraz Lędzin i Suchego Boru. W 1911 roku mianowano osobnego duszpasterza dla Chrząstowic. Parafia została erygowana 25 listopada 1920 roku. Następnie Lędziny i Suchy Bór zostały przydzielone do parafii św. Krzyża w Opolu. Obecnie Suchy Bór tworzy odrębną parafię, a Lędziny, mimo wybudowania kościoła, tworzą z Chrząstowicami wspólną parafię.
Proboszczem parafii jest ksiądz Dominik Rybol.

## Zasięg parafii
Zasięgiem duszpasterskim parafia obejmuje miejscowości:
- Chrząstowice,
- Lędziny.

### Szkoły i przedszkola
- Publiczna Szkoła Podstawowa w Chrząstowicach,
- Publiczne Przedszkole w Chrząstowicach.

## Inne kościoły, kaplice i domy zakonne
- Kościół Matki Bożej Wspomożenia Wiernych w Lędzinach - kościół filialny,
- kaplica w klasztorze Sióstr Służebniczek NMP Niepokalanie Poczętej,
- Dom zakonny Zgromadzenia Sióstr Służebniczek NMP Niepokalanie Poczętej w Chrząstowicach.[4]

## Duszpasterze

### Proboszczowie po 1945 roku
- ks. Johannes Lebok,
- ks. Reinhold Braun,
- ks. Alfons Kubis,
- ks. Ernest Kuboń,
- ks. Dominik Rybol.

### Wikariusze po 1945 roku
- ks. Karol Kudla,
- ks. Wiesław Drygała,
- ks. Waldemar Augustyniok,
- ks. Edmund Pospiech,
- ks. Erwin Kuzaj.[4]